# Bob-Weltcup 2002/03
Der Bob-Weltcup 2002/03 begann für die Frauen am 23. November 2002 im kanadischen Calgary und für die Männer am 30. November 2002 in Altenberg. Die Frauen beendeten die Weltcupsaison nach acht Stationen am 19. Januar 2003 in Igls. Bei den Männern trugen bis zum 8. Februar 2003 insgesamt sieben Weltcuprennen aus.
Der Höhepunkt der Saison waren die Bob-Weltmeisterschaften der Frauen am 1. und 2. Februar 2003 im Winterberg. Bei den Männern wurde die Bob-Weltmeisterschaft vom 15. Februar 2006 bis 23. Februar 2003 im US-amerikanischen Lake Placid ausgetragen.

## Einzelergebnisse der Weltcupsaison 2002/03

### Weltcupkalender der Frauenwettbewerbe
| #  | Datum              | Land               | Ort            | Wettkampfstätte                         | Anmerkung |
| -- | ------------------ | ------------------ | -------------- | --------------------------------------- | --------- |
| 1  | 23. November 2002  | Kanada             | Calgary        | Calgary’s WinSport Bobsleigh/Luge Track |           |
| 2  | 24. November 2002  | Kanada             | Calgary        | Calgary’s WinSport Bobsleigh/Luge Track |           |
| 3  | 30. November 2002  | Vereinigte Staaten | Park City      | Utah Olympic Park Track                 |           |
| 4  | 1. Dezember 2002   | Vereinigte Staaten | Park City      | Utah Olympic Park Track                 |           |
| 5  | 14. Dezember 2002  | Vereinigte Staaten | Lake Placid    | Olympia-Bobbahn Mount Van Hoevenberg    |           |
| 6  | 16. Dezember 2002  | Vereinigte Staaten | Lake Placid    | Olympia-Bobbahn Mount Van Hoevenberg    |           |
| 7  | 18. Januar 2003    | Österreich         | Innsbruck-Igls | Olympia Eiskanal Innsbruck-Igls         |           |
| 8  | 19. Januar 2003    | Österreich         | Innsbruck-Igls | Olympia Eiskanal Innsbruck-Igls         |           |
| WM | 1.–2. Februar 2003 | Deutschland        | Winterberg     | Veltins-Eisarena                        |           |

### Weltcupergebnisse der Frauen
| 1. Weltcup in Calgary, 23. November 2002 | 1. Weltcup in Calgary, 23. November 2002 | 1. Weltcup in Calgary, 23. November 2002 | 1. Weltcup in Calgary, 23. November 2002 | 1. Weltcup in Calgary, 23. November 2002 |
| ---------------------------------------- | ---------------------------------------- | ---------------------------------------- | ---------------------------------------- | ---------------------------------------- |
| Disziplin                                | Erster Platz                             | Zweiter Platz                            | Dritter Platz                            |                                          |
| Zweierbob                                | Gerda Weißensteiner Jennifer Isacco      | Sandra Prokoff Ulrike Holzner            | Jean Racine Gina Bundy                   |                                          |

| 2. Weltcup in Calgary, 24. November 2002 | 2. Weltcup in Calgary, 24. November 2002 | 2. Weltcup in Calgary, 24. November 2002 | 2. Weltcup in Calgary, 24. November 2002 | 2. Weltcup in Calgary, 24. November 2002 |
| ---------------------------------------- | ---------------------------------------- | ---------------------------------------- | ---------------------------------------- | ---------------------------------------- |
| Disziplin                                | Erster Platz                             | Zweiter Platz                            | Dritter Platz                            |                                          |
| Zweierbob                                | Sandra Prokoff Ulrike Holzner            | Gerda Weißensteiner Jennifer Isacco      | Susi Erdmann Tanja Hees                  |                                          |

| 3. Weltcup in Park City, 30. November 2002 | 3. Weltcup in Park City, 30. November 2002 | 3. Weltcup in Park City, 30. November 2002 | 3. Weltcup in Park City, 30. November 2002 | 3. Weltcup in Park City, 30. November 2002 |
| ------------------------------------------ | ------------------------------------------ | ------------------------------------------ | ------------------------------------------ | ------------------------------------------ |
| Disziplin                                  | Erster Platz                               | Zweiter Platz                              | Dritter Platz                              |                                            |
| Zweierbob                                  | Sandra Prokoff Nicole Herschmann           | Susi Erdmann Annegret Richter              | Gerda Weißensteiner Jennifer Isacco        |                                            |

| 4. Weltcup in Park City, 1. Dezember 2002 | 4. Weltcup in Park City, 1. Dezember 2002 | 4. Weltcup in Park City, 1. Dezember 2002 | 4. Weltcup in Park City, 1. Dezember 2002 | 4. Weltcup in Park City, 1. Dezember 2002 |
| ----------------------------------------- | ----------------------------------------- | ----------------------------------------- | ----------------------------------------- | ----------------------------------------- |
| Disziplin                                 | Erster Platz                              | Zweiter Platz                             | Dritter Platz                             |                                           |
| Zweierbob                                 | Sandra Prokoff Ulrike Holzner             | Susi Erdmann Annegret Richter             | Cathleen Martini Sandra Germain           |                                           |

| 5. Weltcup in Lake Placid, 14. Dezember 2002 | 5. Weltcup in Lake Placid, 14. Dezember 2002 | 5. Weltcup in Lake Placid, 14. Dezember 2002 | 5. Weltcup in Lake Placid, 14. Dezember 2002 | 5. Weltcup in Lake Placid, 14. Dezember 2002 |
| -------------------------------------------- | -------------------------------------------- | -------------------------------------------- | -------------------------------------------- | -------------------------------------------- |
| Disziplin                                    | Erster Platz                                 | Zweiter Platz                                | Dritter Platz                                |                                              |
| Zweierbob                                    | Sandra Prokoff Ulrike Holzner                | Susi Erdmann Annegret Richter                | Cathleen Martini Yvonne Cernota              |                                              |

| 6. Weltcup in Lake Placid, 16. Dezember 2002 | 6. Weltcup in Lake Placid, 16. Dezember 2002 | 6. Weltcup in Lake Placid, 16. Dezember 2002 | 6. Weltcup in Lake Placid, 16. Dezember 2002 | 6. Weltcup in Lake Placid, 16. Dezember 2002 |
| -------------------------------------------- | -------------------------------------------- | -------------------------------------------- | -------------------------------------------- | -------------------------------------------- |
| Disziplin                                    | Erster Platz                                 | Zweiter Platz                                | Dritter Platz                                |                                              |
| Zweierbob                                    | Sandra Prokoff Nicole Herschmann             | Susi Erdmann Tanja Hees                      | Françoise Burdet Karin Hagmann               |                                              |

| 7. Weltcup in Igls, 18. Januar 2003 | 7. Weltcup in Igls, 18. Januar 2003 | 7. Weltcup in Igls, 18. Januar 2003 | 7. Weltcup in Igls, 18. Januar 2003 | 7. Weltcup in Igls, 18. Januar 2003 |
| ----------------------------------- | ----------------------------------- | ----------------------------------- | ----------------------------------- | ----------------------------------- |
| Disziplin                           | Erster Platz                        | Zweiter Platz                       | Dritter Platz                       |                                     |
| Zweierbob                           | Susi Erdmann Annegret Richter       | Sandra Prokoff Nicole Herschmann    | Gerda Weißensteiner Jennifer Isacco |                                     |

| 8. Weltcup in Igls, 19. Januar 2003 | 8. Weltcup in Igls, 19. Januar 2003 | 8. Weltcup in Igls, 19. Januar 2003 | 8. Weltcup in Igls, 19. Januar 2003 | 8. Weltcup in Igls, 19. Januar 2003 |
| ----------------------------------- | ----------------------------------- | ----------------------------------- | ----------------------------------- | ----------------------------------- |
| Disziplin                           | Erster Platz                        | Zweiter Platz                       | Dritter Platz                       |                                     |
| Zweierbob                           | Susi Erdmann Annegret Richter       | Sandra Prokoff Ulrike Holzner       | Cathleen Martini Sandra Germain     |                                     |

| Weltmeisterschaften in Winterberg, 1. Februar 2003 – 2. Februar 2003 | Weltmeisterschaften in Winterberg, 1. Februar 2003 – 2. Februar 2003 | Weltmeisterschaften in Winterberg, 1. Februar 2003 – 2. Februar 2003 | Weltmeisterschaften in Winterberg, 1. Februar 2003 – 2. Februar 2003 | Weltmeisterschaften in Winterberg, 1. Februar 2003 – 2. Februar 2003 |
| -------------------------------------------------------------------- | -------------------------------------------------------------------- | -------------------------------------------------------------------- | -------------------------------------------------------------------- | -------------------------------------------------------------------- |
| Disziplin                                                            | Erster Platz                                                         | Zweiter Platz                                                        | Dritter Platz                                                        |                                                                      |
| Zweierbob                                                            | Susi Erdmann Anne Dietrich                                           | Sandra Prokoff Ulrike Holzner                                        | Cathleen Martini Yvonne Cernota                                      |                                                                      |

### Weltcupkalender der Männerwettbewerbe
| #  | Datum                           | Land               | Ort               | Wettkampfstätte                         | Anmerkung            |
| -- | ------------------------------- | ------------------ | ----------------- | --------------------------------------- | -------------------- |
| 1  | 30. November – 1. Dezember 2002 | Deutschland        | Altenberg         | Rennschlitten- und Bobbahn Altenberg    |                      |
| 2  | 7.–8. Dezember 2002             | Österreich         | Innsbruck-Igls    | Olympia Eiskanal Innsbruck-Igls         |                      |
| 3  | 14.–15. Dezember 2002           | Italien            | Cortina d’Ampezzo | Pista olimpica Eugenio Monti            |                      |
| 4  | 21.–22. Dezember 2002           | Frankreich         | La Plagne         | Piste de La Plagne                      |                      |
| 5  | 18.–19. Januar 2003             | Schweiz            | St. Moritz        | Olympia Bob Run St. Moritz–Celerina     |                      |
| 6  | 25.–26. Januar 2003             | Deutschland        | Winterberg        | Veltins-Eisarena                        | gleichzeitig EM 2003 |
| 7  | 7.–8. Februar 2003              | Kanada             | Calgary           | Calgary’s WinSport Bobsleigh/Luge Track |                      |
| WM | 15.–23. Februar 2003            | Vereinigte Staaten | Lake Placid       | Olympia-Bobbahn Mount Van Hoevenberg    |                      |

### Weltcupergebnisse der Männer
| 1. Weltcup in Altenberg, 30. November 2002 – 1. Dezember 2002 | 1. Weltcup in Altenberg, 30. November 2002 – 1. Dezember 2002 | 1. Weltcup in Altenberg, 30. November 2002 – 1. Dezember 2002  | 1. Weltcup in Altenberg, 30. November 2002 – 1. Dezember 2002                | 1. Weltcup in Altenberg, 30. November 2002 – 1. Dezember 2002 |
| ------------------------------------------------------------- | ------------------------------------------------------------- | -------------------------------------------------------------- | ---------------------------------------------------------------------------- | ------------------------------------------------------------- |
| Disziplin                                                     | Erster Platz                                                  | Zweiter Platz                                                  | Dritter Platz                                                                |                                                               |
| Zweierbob                                                     | René Spies Franz Sagmeister                                   | Pierre Lueders Giulio Zardo                                    | André Lange Kevin Kuske                                                      |                                                               |
| Viererbob                                                     | DeutschlandAndré Lange René Hoppe Kevin Kuske Carsten Embach  | DeutschlandRené Spies Franz Sagmeister Kai Kaufmann Jens Nohka | ÖsterreichWolfgang Stampfer Klaus Seelos Andreas Pröller Martin Schützenauer |                                                               |

| 2. Weltcup in Igls, 7. Dezember 2002 – 8. Dezember 2002 | 2. Weltcup in Igls, 7. Dezember 2002 – 8. Dezember 2002      | 2. Weltcup in Igls, 7. Dezember 2002 – 8. Dezember 2002        | 2. Weltcup in Igls, 7. Dezember 2002 – 8. Dezember 2002       | 2. Weltcup in Igls, 7. Dezember 2002 – 8. Dezember 2002 |
| ------------------------------------------------------- | ------------------------------------------------------------ | -------------------------------------------------------------- | ------------------------------------------------------------- | ------------------------------------------------------- |
| Disziplin                                               | Erster Platz                                                 | Zweiter Platz                                                  | Dritter Platz                                                 |                                                         |
| Zweierbob                                               | André Lange Kevin Kuske                                      | Ralph Rüegg Beat Hefti                                         | Martin Annen Cédric Grand                                     |                                                         |
| Viererbob                                               | DeutschlandAndré Lange René Hoppe Kevin Kuske Carsten Embach | LettlandSandis Prūsis Jānis Silarājs Mārcis Rullis Jānis Ozols | SchweizMartin Annen Steve Anderhub Urs Aeberhard Cédric Grand |                                                         |

| 3. Weltcup in Cortina d’Ampezzo, 14. Dezember 2002 – 15. Dezember 2002 | 3. Weltcup in Cortina d’Ampezzo, 14. Dezember 2002 – 15. Dezember 2002 | 3. Weltcup in Cortina d’Ampezzo, 14. Dezember 2002 – 15. Dezember 2002 | 3. Weltcup in Cortina d’Ampezzo, 14. Dezember 2002 – 15. Dezember 2002 | 3. Weltcup in Cortina d’Ampezzo, 14. Dezember 2002 – 15. Dezember 2002 |
| ---------------------------------------------------------------------- | ---------------------------------------------------------------------- | ---------------------------------------------------------------------- | ---------------------------------------------------------------------- | ---------------------------------------------------------------------- |
| Disziplin                                                              | Erster Platz                                                           | Zweiter Platz                                                          | Dritter Platz                                                          |                                                                        |
| Zweierbob                                                              | René Spies Franz Sagmeister                                            | Martin Annen Cédric Grand                                              | Ralph Rüegg Beat Hefti                                                 |                                                                        |
| Viererbob                                                              | LettlandSandis Prūsis Mārcis Rullis Jānis Silarājs Jānis Ozols         | DeutschlandAndré Lange René Hoppe Enrico Kühn Udo Lehmann              | DeutschlandRené Spies Franz Sagmeister Rafael Gruszecki Jens Nohka     |                                                                        |

| 4. Weltcup in La Plagne, 21. Dezember 2002 – 22. Dezember 2002 | 4. Weltcup in La Plagne, 21. Dezember 2002 – 22. Dezember 2002               | 4. Weltcup in La Plagne, 21. Dezember 2002 – 22. Dezember 2002                                                                 | 4. Weltcup in La Plagne, 21. Dezember 2002 – 22. Dezember 2002 | 4. Weltcup in La Plagne, 21. Dezember 2002 – 22. Dezember 2002 |
| -------------------------------------------------------------- | ---------------------------------------------------------------------------- | --- | -------------------------------------------------------------- | -------------------------------------------------------------- |
| Disziplin                                                      | Erster Platz                                                                 | Zweiter Platz | Dritter Platz                                                  |                                                                |
| Zweierbob                                                      | Todd Hays Randy Jones                                                        | René Spies Marco Jacobs | Martin Annen Cédric Grand                                      |                                                                |
| Viererbob                                                      | DeutschlandRuben Feisthauer Ronny Listner Norman Dannhauer Daniel Hoch-Kraft | DeutschlandAndré Lange Lars Berendt Udo Lehmann Enrico Kühn Vereinigte StaatenTodd Hays Ivan Radcliff Randy Jones Steve Mesler |                                                                |                                                                |

| 5. Weltcup in St. Moritz, 18. Januar 2003 – 19. Januar 2003 | 5. Weltcup in St. Moritz, 18. Januar 2003 – 19. Januar 2003        | 5. Weltcup in St. Moritz, 18. Januar 2003 – 19. Januar 2003   | 5. Weltcup in St. Moritz, 18. Januar 2003 – 19. Januar 2003                  | 5. Weltcup in St. Moritz, 18. Januar 2003 – 19. Januar 2003 |
| ----------------------------------------------------------- | ------------------------------------------------------------------ | ------------------------------------------------------------- | ---------------------------------------------------------------------------- | ----------------------------------------------------------- |
| Disziplin                                                   | Erster Platz                                                       | Zweiter Platz                                                 | Dritter Platz                                                                |                                                             |
| Zweierbob                                                   | Pierre Lueders Giulio Zardo                                        | Todd Hays Martin                                              | Martin Annen Cédric Grand                                                    |                                                             |
| Viererbob                                                   | SchweizRalph Rüegg Hans-Jürg Nufer Beat Hefti Elmar Schaufelberger | SchweizIvo Rüegg Daniel Mächler Stefan Bamert Christian Aebli | FrankreichBruno Mingeon Emmanuel Hostache Christophe Fouquet Alexandre Arbez |                                                             |

| 6. Weltcup und Europameisterschaften in Winterberg, 25. Januar 2003 – 26. Januar 2003 | 6. Weltcup und Europameisterschaften in Winterberg, 25. Januar 2003 – 26. Januar 2003 | 6. Weltcup und Europameisterschaften in Winterberg, 25. Januar 2003 – 26. Januar 2003 | 6. Weltcup und Europameisterschaften in Winterberg, 25. Januar 2003 – 26. Januar 2003 | 6. Weltcup und Europameisterschaften in Winterberg, 25. Januar 2003 – 26. Januar 2003 |
| ------------------------------------------------------------------------------------- | ------------------------------------------------------------------------------------- | ------------------------------------------------------------------------------------- | ------------------------------------------------------------------------------------- | ------------------------------------------------------------------------------------- |
| Disziplin                                                                             | Erster Platz                                                                          | Zweiter Platz                                                                         | Dritter Platz                                                                         |                                                                                       |
| Zweierbob                                                                             | René Spies Marco Jakobs                                                               | Pierre Lueders Giulio Zardo                                                           | André Lange Kevin Kuske                                                               |                                                                                       |
| Viererbob                                                                             | LettlandSandis Prūsis Jānis Silarājs Mārcis Rullis Jānis Ozols                        | DeutschlandAndré Lange René Hoppe Enrico Kühn Carsten Embach                          | SchweizMartin Annen Urs Aeberhard Silvio Schaufelberger Cédric Grand                  |                                                                                       |

| 7. Weltcup in Calgary, 7. Februar 2003 – 8. Februar 2003 | 7. Weltcup in Calgary, 7. Februar 2003 – 8. Februar 2003     | 7. Weltcup in Calgary, 7. Februar 2003 – 8. Februar 2003                 | 7. Weltcup in Calgary, 7. Februar 2003 – 8. Februar 2003       | 7. Weltcup in Calgary, 7. Februar 2003 – 8. Februar 2003 |
| -------------------------------------------------------- | ------------------------------------------------------------ | ------------------------------------------------------------------------ | -------------------------------------------------------------- | -------------------------------------------------------- |
| Disziplin                                                | Erster Platz                                                 | Zweiter Platz                                                            | Dritter Platz                                                  |                                                          |
| Zweierbob                                                | André Lange Kevin Kuske                                      | Pierre Lueders Giulio Zardo                                              | René Spies Franz Sagmeister                                    |                                                          |
| Viererbob                                                | DeutschlandAndré Lange René Hoppe Kevin Kuske Carsten Embach | Vereinigte StaatenTodd Hays Bill Schuffenhauer Randy Jones Garrett Hines | LettlandSandis Prūsis Mārcis Rullis Jānis Silarājs Jānis Ozols |                                                          |

| Weltmeisterschaften in Lake Placid, 15. Februar 2003 – 23. Februar 2003 | Weltmeisterschaften in Lake Placid, 15. Februar 2003 – 23. Februar 2003 | Weltmeisterschaften in Lake Placid, 15. Februar 2003 – 23. Februar 2003  | Weltmeisterschaften in Lake Placid, 15. Februar 2003 – 23. Februar 2003        | Weltmeisterschaften in Lake Placid, 15. Februar 2003 – 23. Februar 2003 |
| ----------------------------------------------------------------------- | ----------------------------------------------------------------------- | ------------------------------------------------------------------------ | ------------------------------------------------------------------------------ | ----------------------------------------------------------------------- |
| Disziplin                                                               | Erster Platz                                                            | Zweiter Platz                                                            | Dritter Platz                                                                  |                                                                         |
| Zweierbob                                                               | André Lange Kevin Kuske                                                 | Pierre Lueders Giulio Zardo                                              | René Spies Franz Sagmeister                                                    |                                                                         |
| Viererbob                                                               | DeutschlandAndré Lange René Hoppe Kevin Kuske Carsten Embach            | Vereinigte StaatenTodd Hays Bill Schuffenhauer Randy Jones Garrett Hines | RusslandAlexander Subkow Alexei Seliwerstow Sergei Golubew Dmitri Stjopuschkin |                                                                         |

## Weltcupstände

### Gesamtstand im Zweierbob der Frauen
Mit der Zweiteilung des Weltcups in 6 von 8 Wettbewerbe auf Bahnen in Nordamerika bis Ende 2003 und nur 2 Wettbewerbe in Europa kam es quasi zu einem aufgeteilten Starterfeld. Nur sieben von 29 Teams nahmen an allen Weltcups teil. Negativer Höhepunkt war das Starterfeld von nur neun Bobs bei den beiden Wettbewerben auf der schwierig zu fahrenden Bahn in Lake Placid. Die Weltcupwertung machten Sandra Prokoff und Susi Erdmann fast alleine unter sich aus. Mit Cathleen Martini lag die drittbeste deutsche Pilotin bereits auf Rang vier. Die ehemalige Rodel-Weltmeisterin Gerda Weissensteiner konnte mit Rang drei einen Achtungserfolg erzielen.
| Rang | Pilotin              | CAL1 | CAL2 | PAC1 | PAC2 | LPC1 | LPC2 | IGL1 | IGL2 | Punkte |
| ---- | -------------------- | ---- | ---- | ---- | ---- | ---- | ---- | ---- | ---- | ------ |
| 01   | Sandra Prokoff       | 02   | 01   | 01   | 01   | 01   | 01   | 02   | 02   | 246    |
| 02   | Susi Erdmann         | 05   | 03   | 02   | 02   | 02   | 02   | 01   | 01   | 231    |
| 03   | Gerda Weissensteiner | 01   | 02   | 03   | 04   | 05   | 05   | 03   | 04   | 208    |
| 04   | Cathleen Martini     | 04   | 06   | 05   | 03   | 03   | 04   | 04   | 03   | 200    |
| 05   | Françoise Burdet     | 06   | 05   | 07   | 08   | 04   | 03   | 07   | 06   | 173    |
| 06   | Eline Jurg           | 07   | 07   | 06   | 05   | –    | –    | 05   | 05   | 136    |
| 07   | Wiktorija Tokowaja   | 09   | 10   | 10   | 09   | 06   | 06   | 08   | 08   | 136    |
| 08   | Jean Racine          | 03   | 04   | 04   | DNS  | –    | –    | 06   | 07   | 130    |
| 09   | Shauna Rohbock       | 16   | 11   | 09   | 07   | 07   | 07   | 11   | 11   | 115    |
| 10   | Christina Smith      | 08   | 09   | 07   | 06   | 08   | 08   | –    | –    | 093    |
| 11   | Karin Olsson         | 10   | 08   | 13   | 10   | –    | –    | –    | –    | 060    |
| 12   | Jesica Gillarduzzi   | 14   | 15   | 15   | 15   | –    | –    | 13   | 10   | 060    |
| 13   | Jacqueline Davies    | 11   | –    | –    | –    | –    | –    | 14   | 13   | 046    |
| 14   | Sarah Monk-Paes      | 12   | 14   | 12   | 13   | –    | –    | –    | –    | 044    |
| 15   | Oksana Tattchina     | 13   | 13   | 14   | 11   | –    | –    | –    | –    | 043    |
| 16   | Ilse Broeders        | –    | –    | –    | –    | –    | –    | 10   | 09   | 041    |
| 17   | Olga Nekrasova       | –    | –    | –    | –    | –    | –    | 09   | 12   | 039    |
| 18   | Maria Spirescu       | –    | –    | –    | –    | –    | –    | 12   | 14   | 032    |
| 19   | Ildiko Strehli       | –    | –    | 11   | 12   | –    | –    | –    | –    | 028    |
| 20   | Sarah Haefeli        | –    | –    | –    | –    | –    | –    | 15   | 15   | 025    |
| 21   | Silke Zeuner         | –    | –    | –    | –    | –    | –    | 16   | 16   | 021    |
| 22   | Svetlana Vlasyuk     | 15   | 16   | 16   | 14   | –    | –    | –    | –    | 019    |
| 23   | Debora Haefeli       | –    | –    | –    | –    | –    | –    | 17   | 18   | 017    |
| 24   | Kristina Perica      | –    | –    | –    | –    | –    | –    | 19   | 17   | 016    |
| 25   | Nicola Gautier       | –    | 12   | –    | –    | –    | –    | –    | –    | 013    |
| 26   | Sara Sprung          | –    | –    | –    | –    | 09   | 09   | –    | –    | 010    |
| 27   | Aoife Hoey           | –    | –    | –    | –    | –    | –    | 18   | –    | 08     |
| −    | Antje Henninger 1    | –    | –    | –    | –    | –    | –    | 0(4) | 0(5) | –      |
| −    | Claudia Schramm 1    | –    | –    | –    | –    | –    | –    | 0(6) | 0(7) | –      |

### Gesamtstand im Zweierbob der Männer
| Rang | Pilot                  | Land                   | ALT | IGL | COR | LAP | SMT | WIB | CAL | Punkte |
| ---- | ---------------------- | ---------------------- | --- | --- | --- | --- | --- | --- | --- | ------ |
| 01   | Pierre Lueders         | Kanada                 | 2   | 4   | 5   | 4   | 1   | 2   | 2   | 226    |
| 02   | Rene Spies             | Deutschland            | 1   | 6   | 1   | 2   | 7   | 1   | 3   | 224    |
| 03   | Andre Lange            | Deutschland            | 3   | 1   | 4   | 5   | 8   | 3   | 1   | 217    |
| 04   | Martin Annen           | Schweiz                | 5   | 3   | 2   | 3   | 3   | 5   | 4   | 216    |
| 05   | Ralph Rüegg            | Schweiz                | 6   | 2   | 3   | 6   | 4   | 4   | 6   | 204    |
| 06   | Todd Hays              | Vereinigte Staaten     | DSQ | 5   | 6   | 1   | 2   | 6   | 5   | 178    |
| 07   | Wolfgang Stampfer      | Österreich             | 4   | 8   | 15  | 12  | 6   | 11  | 8   | 157    |
| 08   | Sandis Prūsis          | Lettland               | 15  | 9   | 7   | 10  | 12  | 15  | 10  | 139    |
| 09   | Alexander Subkow       | Russland               | 9   | 17  | 8   | 8   | 11  | 14  | 11  | 139    |
| 10   | Ivo Danilevic          | Tschechien             | 16  | 19  | 10  | 7   | 13  | 7   | 9   | 136    |
| 11   | Fabrizio Tosini        | Italien                | 8   | 12  | 17  | 11  | 15  | 9   | 15  | 130    |
| 12   | Gatis Guts             | Lettland               | 11  | 13  | 12  | 17  | 17  | 13  | 14  | 120    |
| 13   | Patrice Servelle       | Monaco                 | 20  | 15  | 16  | 14  | 9   | 18  | 7   | 117    |
| 14   | Jayson Krause          | Kanada                 | 14  | 18  | 18  | 18  | 9   | 9   | 13  | 117    |
| 15   | Ivo Rüegg              | Schweiz                | 7   | 10  | 9   | 13  | −   | −   | 12  | 104    |
| 16   | Bruno Mingeon          | Frankreich             | 13  | 14  | 13  | 15  | 18  | 16  | −   | 97     |
| 17   | Jürgen Loacker         | Österreich             | 19  | 11  | 26  | 20  | 14  | 12  | 16  | 95     |
| 18   | Pavel Puskar           | Tschechien             | 18  | 16  | 19  | 19  | 16  | 17  | 19  | 91     |
| 19   | Jewgeni Popow          | Russland               | 12  | 20  | 14  | 16  | 19  | −   | −   | 74     |
| 20   | Matthias Höpfner       | Deutschland            | 10  | 7   | −   | −   | −   | 19  | 17  | 71     |
| 21   | Arend Glas             | Niederlande            | 21  | DSQ | 21  | 21  | 23  | 21  | 21  | 55     |
| 22   | Lee Johnston           | Vereinigtes Königreich | 17  | 21  | −   | −   | 21  | 22  | 20  | 53     |
| 23   | Reto Rüegg             | Schweiz                | −   | −   | −   | −   | 5   | 8   | −   | 51     |
| 24   | Charles Ferraris       | Frankreich             | 23  | 22  | 22  | 22  | 27  | 24  | 23  | 47     |
| 25   | Ruben Feisthauer       | Deutschland            | −   | −   | −   | 9   | 22  | −   | −   | 31     |
| 26   | Joe Mc Donald          | Vereinigte Staaten     | 22  | 23  | 20  | −   | −   | −   | −   | 27     |
| 27   | Hiroshi Suzuki         | Japan                  | 24  | 24  | 23  | 23  | −   | −   | −   | 25     |
| 28   | Steve Holcomb          | Vereinigte Staaten     | −   | –   | −   | −   | 20  | 20  | −   | 22     |
| 29   | Leonhard Sanktjohanser | Deutschland            | −   | −   | 11  | −   | −   | −   | −   | 20     |
| 30   | Tom Johansen           | Dänemark               | −   | −   | −   | −   | −   | 25  | 18  | 18     |
| 31   | Steve Mesler           | Vereinigte Staaten     | DSQ | −   | 27  | 24  | 25  | DSQ | 22  | 18     |
| 32   | Stefan Wassilew        | Bulgarien              | −   | −   | −   | −   | −   | 23  | −   | 8      |
| 33   | Loris Ottavani         | Italien                | −   | −   | 24  | −   | −   | −   | −   | 7      |
| 34   | Michael Pasquazzo      | Italien                | −   | −   | −   | −   | 24  | −   | −   | 6      |
| 35   | Milan Jagnesak         | Slowakei               | −   | −   | −   | 25  | 26  | 27  | −   | 6      |
| 36   | Martin Wright          | Vereinigtes Königreich | −   | –   | 25  | –   | −   | DSQ | –   | 5      |
| 37   | Robin Calleja          | Australien             | −   | −   | −   | −   | −   | −   | 24  | 4      |
| 38   | Pasquale Caputi        | Italien                | −   | 25  | −   | −   | −   | −   | −   | 4      |
| 39   | Johan Niemeijer        | Niederlande            | –   | −   | –   | –   | –   | 26  | −   | 4      |
| 40   | Ivan Šola              | Kroatien               | –   | 26  | 28  | –   | −   | −   | –   | 4      |
| 41   | Roberto Tames          | Mexiko                 | −   | −   | –   | −   | −   | −   | 25  | 1      |

### Gesamtstand im Viererbob der Männer
| Rang | Pilot                  | Land                   | ALT | IGL | COR | LAP | SMT | WIB | CAL | Punkte |
| ---- | ---------------------- | ---------------------- | --- | --- | --- | --- | --- | --- | --- | ------ |
| 01   | Andre Lange            | Deutschland            | 1   | 1   | 2   | 2   | 11  | 2   | 1   | 211    |
| 02   | Sandis Prūsis          | Lettland               | 4   | 2   | 1   | 5   | 4   | 1   | 3   | 205    |
| 03   | Ralph Rüegg            | Schweiz                | 6   | 5   | 4   | 5   | 1   | 5   | 6   | 182    |
| 04   | Todd Hays              | Vereinigte Staaten     | 10  | 4   | 6   | 2   | 5   | 8   | 2   | 180    |
| 05   | Martin Annen           | Schweiz                | 8   | 3   | 5   | 7   | 6   | 3   | 4   | 179    |
| 06   | Rene Spies             | Deutschland            | 2   | 9   | 3   | 8   | 7   | 4   | 7   | 175    |
| 07   | Bruno Mingeon          | Frankreich             | 5   | 10  | 7   | 9   | 3   | 10  | 8   | 159    |
| 08   | Alexander Subkow       | Russland               | 11  | 8   | 12  | 4   | 13  | 6   | 5   | 151    |
| 09   | Ivo Rüegg              | Schweiz                | 7   | 11  | 9   | 11  | 2   | 14  | 8   | 150    |
| 10   | Wolfgang Stampfer      | Österreich             | 3   | 6   | 11  | 10  | 12  | 9   | 11  | 149    |
| 11   | Fabrizio Tosini        | Italien                | 13  | 18  | 14  | 12  | 8   | 12  | 12  | 115    |
| 12   | Ivo Danilevic          | Tschechien}            | 14  | 17  | 10  | 13  | 9   | 11  | 14  | 115    |
| 13   | Gatis Guts             | Lettland               | 12  | 11  | 13  | 14  | 14  | 13  | 16  | 112    |
| 14   | Jayson Krause          | Kanada                 | 17  | 14  | 15  | 16  | 15  | 15  | 13  | 95     |
| 15   | Matthias Höpfner       | Deutschland            | 9   | 7   | −   | −   | −   | 7   | 10  | 86     |
| 16   | Arend Glas             | Niederlande            | 15  | 16  | 16  | 18  | 20  | 19  | 18  | 66     |
| 17   | Lee Johnston           | Vereinigtes Königreich | 16  | 13  | −   | −   | 17  | 17  | 17  | 58     |
| 18   | Jürgen Loacker         | Österreich             | 18  | 15  | 18  | 15  | 21  | 21  | −   | 55     |
| 19   | Ruben Feisthauer       | Deutschland            | −   | −   | −   | 1   | 10  | −   | −   | 53     |
| 20   | Jewgeni Popow          | Russland               | DSQ | 20  | 17  | 17  | 18  | −   | −   | 37     |
| 21   | Charles Ferraris       | Frankreich             | DNS | 19  | 19  | 21  | 22  | 20  | −   | 31     |
| 22   | Patrice Servelle       | Monaco                 | −   | −   | −   | 19  | 19  | −   | 15  | 28     |
| 23   | Steve Holcomb          | Vereinigte Staaten     | −   | −   | −   | −   | 16  | 17  | −   | 25     |
| 24   | Leonhard Sanktjohanser | Deutschland            | −   | −   | 8   | −   | −   | −   | −   | 22     |
| 25   | Johan Niemeijer        | Niederlande            | −   | −   | −   | −   | −   | 16  | −   | 13     |
| 26   | Milan Jagnesak         | Slowakei               | −   | −   | −   | 22  | 23  | 22  | −   | 8      |
| 27   | Eric Maleson           | Brasilien              | −   | 21  | −   | −   | −   | −   | 19  | 7      |
| 28   | Marco Vignola          | Italien                | −   | –   | −   | 20  | −   | −   | −   | 6      |
| 29   | Martin Wright          | Vereinigtes Königreich | −   | −   | 20  | −   | −   | −   | −   | 4      |
| 30   | Ivan Šola              | Kroatien               | −   | DSQ | 21  | −   | −   | −   | −   | 2      |
| 31   | Stefan Wassilew        | Bulgarien              | −   | −   | −   | −   | −   | 23  | −   | 2      |
| 32   | Albert Grimaldi        | Monaco                 | −   | DSQ | −   | −   | −   | −   | −   | −      |

### Gesamtstand in der Kombination der Männer
Für die Wertung der Kombination werden die Punkte aus den Ergebnissen des Zweier- und Viererbobs addiert.
| Offizielle Gesamtwertung | Offizielle Gesamtwertung | Offizielle Gesamtwertung | Offizielle Gesamtwertung | Offizielle Gesamtwertung | Gesamtwertung bei Teilnahme in beiden Wettbewerben | Gesamtwertung bei Teilnahme in beiden Wettbewerben | Gesamtwertung bei Teilnahme in beiden Wettbewerben | Gesamtwertung bei Teilnahme in beiden Wettbewerben | Gesamtwertung bei Teilnahme in beiden Wettbewerben |
| Rang                     | Pilot                    | 2er                      | 4er                      | Gesamtpunkte             | Rang                                               | Pilot                                              | 2er                                                | 4er                                                | Gesamtpunkte                                       |
| ------------------------ | ------------------------ | ------------------------ | ------------------------ | ------------------------ | -------------------------------------------------- | -------------------------------------------------- | -------------------------------------------------- | -------------------------------------------------- | -------------------------------------------------- |
| 01                       | Andre Lange              | 217                      | 211                      | 428                      | 01                                                 | Andre Lange                                        | 217                                                | 211                                                | 428                                                |
| 02                       | Rene Spies               | 224                      | 175                      | 399                      | 02                                                 | Rene Spies                                         | 224                                                | 175                                                | 399                                                |
| 03                       | Martin Annen             | 216                      | 179                      | 395                      | 03                                                 | Martin Annen                                       | 216                                                | 179                                                | 395                                                |
| 04                       | Ralph Rüegg              | 204                      | 182                      | 386                      | 04                                                 | Ralph Rüegg                                        | 204                                                | 182                                                | 386                                                |
| 05                       | Todd Hays                | 178                      | 180                      | 358                      | 05                                                 | Todd Hays                                          | 178                                                | 180                                                | 358                                                |
| 06                       | Sandis Prusis            | 139                      | 205                      | 344                      | 06                                                 | Sandis Prusis                                      | 139                                                | 205                                                | 344                                                |
| 07                       | Wolfgang Stampfer        | 157                      | 149                      | 306                      | 07                                                 | Wolfgang Stampfer                                  | 157                                                | 149                                                | 306                                                |
| 08                       | Alexander Subkow         | 139                      | 151                      | 290                      | 08                                                 | Alexander Subkow                                   | 139                                                | 151                                                | 290                                                |
| 09                       | Bruno Mingeon            | 97                       | 159                      | 256                      | 09                                                 | Bruno Mingeon                                      | 97                                                 | 159                                                | 256                                                |
| 10                       | Ivo Rüegg                | 104                      | 150                      | 254                      | 10                                                 | Ivo Rüegg                                          | 104                                                | 150                                                | 254                                                |
| 11                       | Ivo Danilevic            | 136                      | 115                      | 251                      | 11                                                 | Ivo Danilevic                                      | 136                                                | 115                                                | 251                                                |
| 12                       | Fabrizio Tosini          | 130                      | 115                      | 245                      | 12                                                 | Fabrizio Tosini                                    | 130                                                | 115                                                | 245                                                |
| 13                       | Gatis Guts               | 120                      | 112                      | 232                      | 13                                                 | Gatis Guts                                         | 120                                                | 112                                                | 232                                                |
| 14                       | Pierre Lueders           | 226                      | −                        | 226                      | 14                                                 | Jayson Krause                                      | 117                                                | 95                                                 | 212                                                |
| 15                       | Jayson Krause            | 117                      | 95                       | 212                      | 15                                                 | Matthias Höpfner                                   | 71                                                 | 86                                                 | 157                                                |
| 16                       | Matthias Höpfner         | 71                       | 86                       | 157                      | 16                                                 | Jürgen Loacker                                     | 95                                                 | 55                                                 | 150                                                |
| 17                       | Jürgen Loacker           | 95                       | 55                       | 150                      | 17                                                 | Patrice Servelle                                   | 117                                                | 28                                                 | 145                                                |
| 18                       | Patrice Servelle         | 117                      | 28                       | 145                      | 18                                                 | Arend Glas                                         | 55                                                 | 66                                                 | 121                                                |
| 19                       | Arend Glas               | 55                       | 66                       | 121                      | 19                                                 | Jewgeni Popow                                      | 74                                                 | 37                                                 | 111                                                |
| 20                       | Jewgeni Popow            | 74                       | 37                       | 111                      | 20                                                 | Lee Johnston                                       | 53                                                 | 58                                                 | 111                                                |
| 21                       | Lee Johnston             | 53                       | 58                       | 111                      | 21                                                 | Ruben Feisthauer                                   | 31                                                 | 53                                                 | 84                                                 |
| 22                       | Pavel Puskar             | 91                       | −                        | 91                       | 22                                                 | Charles Ferraris                                   | 47                                                 | 31                                                 | 78                                                 |
| 23                       | Ruben Feisthauer         | 31                       | 53                       | 84                       | 23                                                 | Steven Holcomb                                     | 22                                                 | 25                                                 | 47                                                 |
| 24                       | Charles Ferraris         | 47                       | 31                       | 78                       | 24                                                 | Leonhard Sanktjohanser                             | 20                                                 | 22                                                 | 42                                                 |
| 25                       | Reto Rüegg               | 51                       | −                        | 52                       | 25                                                 | Johan Niemeijer                                    | 4                                                  | 12                                                 | 16                                                 |
| 26                       | Steven Holcomb           | 22                       | 25                       | 47                       | 26                                                 | Milan Jagnesak                                     | 6                                                  | 7                                                  | 13                                                 |
| 27                       | Leonhard Sanktjohanser   | 20                       | 22                       | 42                       | 27                                                 | Stefan Wassilew                                    | 8                                                  | 2                                                  | 10                                                 |
| 28                       | Joe Mc Donald            | 27                       | −                        | 27                       | 28                                                 | Martin Wright                                      | 5                                                  | 4                                                  | 9                                                  |
| 29                       | Hiroshi Suzuki           | 25                       | −                        | 25                       | 29                                                 | Ivan Šola                                          | 4                                                  | 1                                                  | 5                                                  |
| 30                       | Steve Mesler             | 18                       | −                        | 18                       |                                                    |                                                    |                                                    |                                                    |                                                    |
| 31                       | Tom Johansen             | 18                       | −                        | 18                       |                                                    |                                                    |                                                    |                                                    |                                                    |
| 32                       | Johan Niemeijer          | 4                        | 12                       | 16                       |                                                    |                                                    |                                                    |                                                    |                                                    |
| 33                       | Milan Jagnesak           | 6                        | 7                        | 13                       |                                                    |                                                    |                                                    |                                                    |                                                    |
| 34                       | Stefan Wassilew          | 8                        | 2                        | 10                       |                                                    |                                                    |                                                    |                                                    |                                                    |
| 35                       | Martin Wright            | 5                        | 4                        | 9                        |                                                    |                                                    |                                                    |                                                    |                                                    |
| 36                       | Eric Maleson             | −                        | 7                        | 7                        |                                                    |                                                    |                                                    |                                                    |                                                    |
| 37                       | Loris Ottavani           | 7                        | −                        | 7                        |                                                    |                                                    |                                                    |                                                    |                                                    |
| 38                       | Marco Vignola            | −                        | 6                        | 6                        |                                                    |                                                    |                                                    |                                                    |                                                    |
| 39                       | Michael Pasquazzo        | 6                        | –                        | 6                        |                                                    |                                                    |                                                    |                                                    |                                                    |
| 40                       | Ivan Šola                | 4                        | 1                        | 5                        |                                                    |                                                    |                                                    |                                                    |                                                    |
| 41                       | Robin Calleja            | 4                        | −                        | 4                        |                                                    |                                                    |                                                    |                                                    |                                                    |
| 42                       | Pasquale Caputi          | 4                        | −                        | 4                        |                                                    |                                                    |                                                    |                                                    |                                                    |
| 43                       | Roberto Tames            | 1                        | −                        | 1                        |                                                    |                                                    |                                                    |                                                    |                                                    |
| 44                       | Albert Grimaldi          | −                        | −                        | −                        |                                                    |                                                    |                                                    |                                                    |                                                    |